# Fontaines-sur-Saône
 Fontaines-sur-Saône  es una población y comuna francesa de la Metrópoli de Lyon en la región de Auvernia-Ródano-Alpes. Pertenece a la aglomeración urbana de Lyon.

## Demografía
| 3628 | 5313 | 6276 | 7062 | 6760 | 6721 | 6337 | 6295 |
| Para los censos de 1962 a 1999 la población legal corresponde a la población sin duplicidades (Fuente: INSEE [Consultar]) |      |      |      |      |      |      |      |